# Муки любви
«Муки любви» (оригинальное название: Deewana Mastana, дословный перевод: «Сумасшедший спутник») — кинофильм, снятый в Болливуде и вышедший в прокат в 1997 году.

## Сюжет
Раджа (Анил Капур) — мелкий мошенник, перепродающий железнодорожные билеты и мечтающий провернуть дело покрупнее, чтобы разбогатеть. Наконец, ему это удаётся — вместе со своим другом Гафуром (Джонни Левер) он грабит поезд и с 2,5 миллионами рупий скрывается в Мумбаи. Там он влюбляется в психоаналитика Неху Капур (Джухи Чавла) и, чтобы познакомиться с ней поближе, отправляется к ней на приём, прикинувшись больным. Вскоре у Нехи появляется ещё один воздыхатель — один из её пациентов Бунну (Говинда). Бунну, сын богатого бизнесмена, страдает от различных фобий. Он боится огня, воды, высоты и многого другого. Пытаясь вызвать у Нехи ответные чувства, он старается избавиться от своих страхов и быстро идёт на поправку. Но и Раджа не собирается отступать, и соперники используют любые средства, чтобы добиться своей цели. Однако они ещё не знают, что сердце Нехи уже завоевал Прем (Салман Хан), и что у них уже назначена свадьба…